# 史梦蛟
史梦蛟，生卒年待考，约乾嘉年间在世，清中期地方官、刊刻家、历史学家。

## 生平
浙江余姚人，祖为东钱湖史氏，南宋时迁居余姚，成为两城史氏。以遼州知州调任山西，清道光六年54岁时任忻州知州。历任忻州知州上“任事最久”，但一年中在州署办公不过三四月，其余八九月都在太原。任上遭徐繼畬弹劾。后调任太原知府，任上致仕。
史兴趣在刊刻书籍和史学，对作官不甚感兴趣，故徐奏劾史疏于治理州务。史是大史家全祖望的门生，生前服膺全氏不遗余力，其书斋名“借树山房”亦别具一格。生前订立全祖望年表、考据全氏生平极为详尽。其校刊全的《鮚埼亭集》，并于大清嘉庆九年资费刊刻行世，为后世范本，中国大陆、台湾、日本图书馆、大学均有收藏。

## 遗迹
- 今浙江余姚市史梦蛟故居太守房